# Asymptotische Entwicklungen vom Plancherel-Rotach-Typ
Als asymptotische Entwicklungen vom Plancherel-Rotach-Typ werden asymptotische Resultate für orthogonale Polynome bezeichnet. Sie sind nach den Schweizer Mathematikern Michel Plancherel und seinem PhD-Studenten Walter Rotach benannt, welche sie zuerst für das Hermitesche Polynom hergeleitet hatten. Man nennt asymptotische Entwicklungen dieser Form für orthogonale Polynome vom Plancherel-Rotach-Typ.
Der Fall für das zugeordnete Laguerre-Polynom stammt von dem Schweizer Mathematiker Egon Möcklin, der unter Plancherel und George Pólya an der ETH Zürich promovierte.
Die hier aufgelisteten asymptotischen Entwicklungen stammen aus der Standardreferenz für orthogonale Polynome von Gábor Szegő.

## Hermitesche Polynome
Seien {\displaystyle \epsilon } und {\displaystyle \omega } positiv und fix, dann gilt
- für {\displaystyle x=(2n+1)^{1/2}\cos \varphi } und {\displaystyle \epsilon \leq \varphi \leq \pi -\epsilon }

{\displaystyle {\begin{aligned}e^{-x^{2}/2}H_{n}(x)=2^{n/2+1/4}(n!)^{1/2}(\pi n)^{-1/4}&(\sin \varphi )^{-1/2}\\\cdot &{\bigg \{}\sin \left[\left({\tfrac {n}{2}}+{\tfrac {1}{4}}\right)(\sin 2\varphi -2\varphi )+3{\tfrac {\pi }{4}}\right]+{\mathcal {O}}(n^{-1}){\bigg \}}\end{aligned}}}
- für {\displaystyle x=(2n+1)^{1/2}\cosh \varphi } und {\displaystyle \epsilon \leq \varphi \leq \omega }

{\displaystyle {\begin{aligned}e^{-x^{2}/2}H_{n}(x)=2^{n/2-3/4}(n!)^{1/2}(\pi n)^{-1/4}&(\sinh \varphi )^{-1/2}\\\cdot &\exp \left[\left({\tfrac {n}{2}}+{\tfrac {1}{4}}\right)(2\varphi -\sinh 2\varphi )\right]{\big \{}1+{\mathcal {O}}(n^{-1}){\big \}}\end{aligned}}}
- für {\displaystyle x=(2n+1)^{1/2}-2^{-1/2}3^{-1/3}n^{-1/6}t}, {\displaystyle t} komplex und beschränkt

{\displaystyle e^{-x^{2}/2}H_{n}(x)=3^{1/3}\pi ^{-3/4}2^{n/2+1/4}(n!)^{1/2}n^{-1/12}{\bigg \{}A(t)+{\mathcal {O}}\left(n^{-{2/3}}\right){\bigg \}}}
wobei {\displaystyle A(t)=\pi \operatorname {Ai} (-3^{-1/3}t)} und {\displaystyle \operatorname {Ai} } die Airy-Funktion bezeichnet.

## Laguerre-Polynome
Sei {\displaystyle \alpha } beliebig und reell, {\displaystyle \epsilon } und {\displaystyle \omega } positiv und fix, dann gilt
- für {\displaystyle x=(4n+2\alpha +2)\cos ^{2}\varphi } und {\displaystyle \epsilon \leq \varphi \leq {\tfrac {\pi }{2}}-\epsilon n^{-1/2}}

{\displaystyle {\begin{aligned}e^{-x/2}L_{n}^{(\alpha )}(x)=(-1)^{n}(\pi \sin \varphi )^{-1/2}&x^{-\alpha /2-1/4}n^{\alpha /2-1/4}\\&\cdot {\big \{}\sin \left[\left(n+{\tfrac {\alpha +1}{2}}\right)(\sin 2\varphi -2\varphi )+3\pi /4\right]+(nx)^{-1/2}{\mathcal {O}}(1){\big \}}\end{aligned}}}
- für {\displaystyle x=(4n+2\alpha +2)\cosh ^{2}\varphi } und {\displaystyle \epsilon \leq \varphi \leq \omega }

{\displaystyle {\begin{aligned}e^{-x/2}L_{n}^{(\alpha )}(x)={\tfrac {1}{2}}(-1)^{n}(\pi \sinh \varphi )^{-1/2}&x^{-\alpha /2-1/4}n^{\alpha /2-1/4}\\&\cdot \exp \left[\left(n+{\tfrac {\alpha +1}{2}}\right)(2\varphi -\sinh 2\varphi )\right]\{1+{\mathcal {O}}\left(n^{-1}\right)\}\end{aligned}}}
- für {\displaystyle x=4n+2\alpha +2-2(2n/3)^{1/3}t} sowie {\displaystyle t} komplex und beschränkt

{\displaystyle e^{-x/2}L_{n}^{(\alpha )}(x)=(-1)^{n}\pi ^{-1}2^{-\alpha -1/3}3^{1/3}n^{-1/3}{\bigg \{}A(t)+{\mathcal {O}}\left(n^{-2/3}\right){\bigg \}}}
wobei {\displaystyle A(t)=\pi \operatorname {Ai} (-3^{-1/3}t)} und {\displaystyle \operatorname {Ai} } die Airy-Funktion bezeichnet.